# Simeria
Simeria (pronunciació en romanès: [siˈmeri.a]; alemany: Fischdorf; hongarès: Piski) és una ciutat del comtat de Hunedoara, Transsilvània, Romania, i un important nus de ferrocarril amb jardí de gepa. Sis pobles són administrats per la ciutat: Bârcea Mare (Nagybarcsa), Cărpiniș (Gyertyános), Simeria Veche (Ópiski), Sântandrei (Szentandrás), Șăulești (Sárfalva) i Uroi (Arany).
Segons el cens del 2011, la població de Simeria ascendeix a 12.556 habitants, per sota del cens anterior del 2002, quan es van registrar 13.895 habitants. La majoria dels habitants són romanesos (89,69%). Les principals minories són els hongaresos (2,5%) i els gitanos (1,31%). Del 5,97% de la població, se'n desconeix l’ètnia.